# Ihar Żalazouski
Ihar Mikałajewicz Żalazouski (biał. Ігар Мікалаевіч Жалязоўскі, ros. Игорь Николаевич Железовский; Igor Nikołajewicz Żelezowski, ur. 1 lipca 1963 w Orszy, zm. 12 czerwca 2021 w Mińsku) – białoruski łyżwiarz szybki reprezentujący także ZSRR, dwukrotny medalista olimpijski, wielokrotny medalista mistrzostw świata i trzykrotny zdobywca Pucharu Świata.

## Kariera
Pierwszy sukces w karierze Ihar Żalazouski osiągnął w 1985, kiedy podczas mistrzostw świata w wieloboju sprinterskim w Heerenveen zdobył złoty medal. W zawodach tych wyprzedził bezpośrednio Kanadyjczyka Gaétana Bouchera oraz Dana Jansena ze Stanów Zjednoczonych. Sukces ten powtórzył na MŚ w Karuizawie (1986), MŚ w Heerenveen (1989) oraz trzech kolejnych edycjach tej imprezy: MŚ w Inzell (1991), MŚ w Oslo (1992) i MŚ w Ikaho (1993). Zdobył także brązowy medal podczas MŚ w Tromsø w 1990 roku, gdzie wyprzedzili go jedynie Koreańczyk Bae Ki-tae i inny reprezentant Związku Radzieckiego, Andriej Bachwałow.

### Igrzyska olimpijskie
W 1988 brał udział w igrzyskach olimpijskich w Calgary, gdzie zajął trzecie miejsce na dystansie 1000 m. Przegrał tam tylko z Nikołajem Gulajewem z ZSRR i Uwe-Jensem Meyem z NRD. Na tych samych igrzyskach był też czwarty w wyścigu na 1500 m, przegrywając walkę o medal z Austriakiem Michaelem Hadschieffem. Na rozgrywanych cztery lata później igrzyskach w Albertville nie zdobył medalu, w swoim najlepszym starcie zajmując szóste miejsce na 1000 m. Wystąpił także na igrzyskach olimpijskich w Lillehammer w 1994, gdzie był drugi na dystansie 1000 m, ulegając tylko Danowi Jansenowi.

### Puchar Świata
Wielokrotnie stawał na podium zawodów Pucharu Świata, odnosząc przy tym 30 zwycięstw indywidualnych. Na podium stanął już w swoim debiucie, 30 listopada 1985 w Berlinie, zajmując drugie miejsce w biegu na 500 m. Przegrał wtedy tylko z Uwe-Jensem Meyem. Tego samego dnia Żalazouski zwyciężył na dwukrotnie dłuższym dystansie. W klasyfikacji generalnej najlepsze wyniki osiągał w sezonach 1990/1991, 1991/1992 i 1992/1993, kiedy zwyciężał w klasyfikacji końcowej 1000 m. W tejże klasyfikacji był też trzeci w sezonie 1993/1994, a rok wcześniej trzecie miejsce zajął w klasyfikacji 500 m.
Ustanowił sześć rekordów świata, w tym dwa nieoficjalne.
Zmarł w wieku 57 lat, 12 czerwca 2021 na COVID-19.